# Al-Qahir (Imam)
Hassan al-Qahir (arabisch حسن القاهر, DMG Ḥasan al-Qāhir) oder Hassan I. war der 22. Imam der Schia der Nizari-Ismailiten. Er lebte im Verborgenen (ġaiba) im nordpersischen Ismailitenstaat um Alamut, welcher nach außen hin von Kiya Buzurg-Umid († 1138) und Muhammad ibn Buzurg-Umid († 1162) repräsentiert wurde.
Über al-Qahir (der Allmächtige) ist nicht viel bekannt, außer dass er der überlieferten Doktrin seiner Schia gemäß der Vater des 23. Imams Hassan (II.) war. Dieser habe sich 1164 als Sohn von „al-Qahir ibn al-Muhtadi ibn al-Hadi ibn Nizar“ seinen Anhängern zu erkennen gegeben. Die Existenz von al-Qahir und seinen beiden Vorgängern gilt allerdings als obskur. Zum einen, weil sie im Verborgenen gelebt haben sollen und zum anderen, weil zeitnahe historiographische Werke der Ismailiten noch im Mittelalter vernichtet worden sind. Die ältesten Genealogien zu den auf Nizar folgenden Imamen stammen aus dem 15. und 16. Jahrhundert. Sunnitische Chronisten wie Dschuwaini halten diese Geschichtsschreibung allerdings für eine Fiktion. Dessen Dafürhalten nach war Hassan II. tatsächlich ein leiblicher Sohn des Muhammad ibn Buzurg-Umid und daher ein falscher Imam. Er und seine Anhänger hätten seine Abstammung von Nizar († 1095) konstruiert, um ihrer Schia die Existenzberechtigung zu wahren.
Al-Qahir soll den gleichen Eigennamen wie sein mutmaßlicher Sohn und Nachfolger gehabt haben. Dschuwaini berichtet von der Mutmaßung, dass sie sogar ein und dieselbe Person gewesen sein könnten, die allerdings in der ismailitischen Historiographie ausgeschlossen wird. Weil Hassan II. im Sommer 1164 als Imam aus dem Verborgenen getreten ist, muss al-Qahir in oder kurz vor jenem Jahr gestorben sein. 